# I cacciatori del tempo
I cacciatori del tempo (Timestalkers) è un film statunitense per la televisione del 1987, diretto da Michael Schultz.

## Trama
Il professor Scott McKenzie è un docente universitario di storia che nutre una grande passione per il vecchio west americano. Espertissimo di ogni particolare di quel periodo, un giorno, esaminando una vecchia fotografia dell'epoca, ha la sorpresa di vedervi ritratto uno strano personaggio che impugna una modernissima pistola. È questo l'inizio di una incredibile avventura per il professore, il quale di lì a poco viene avvicinato da Georgia Crawford, che gli rivela di provenire dall'anno 2586 e di essere all'inseguimento di Joseph Cole, uno scienziato impazzito, ex collega del padre, fuggito nel passato dove ha preso a seminare morte e distruzione, nel tentativo di cambiare il corso della storia. Lo scienziato si è trasportato nel 1883, e in quell'epoca la ragazza deve recarsi per fermarlo. McKenzie convince Georgia ad accompagnarla in quel periodo storico che il professore conosce così bene per aiutarla a non commettere errori ed avere ragione dello sfuggente e pericoloso Cole, che nel frattampo ha ucciso un amico di McKenzie mentre tentava di estorcergli delle informazioni su come e quando uccidere un antenato di Georgia nell'anno 1883.